# Sân bay Hachijojima
Sân bay Hachijojima (八丈島空港 Hachijōjima Kūkō) (IATA: HAC, ICAO: RJTH) là một sân bay phục vụ Hachijōjima (đảo Hachijō) ở phía nam quần đảo Izu, Tokyo, Nhật Bản. Sân bay này có 1 đường băng dài 2000 m bề mặt nhựa đường.

## Lịch sử

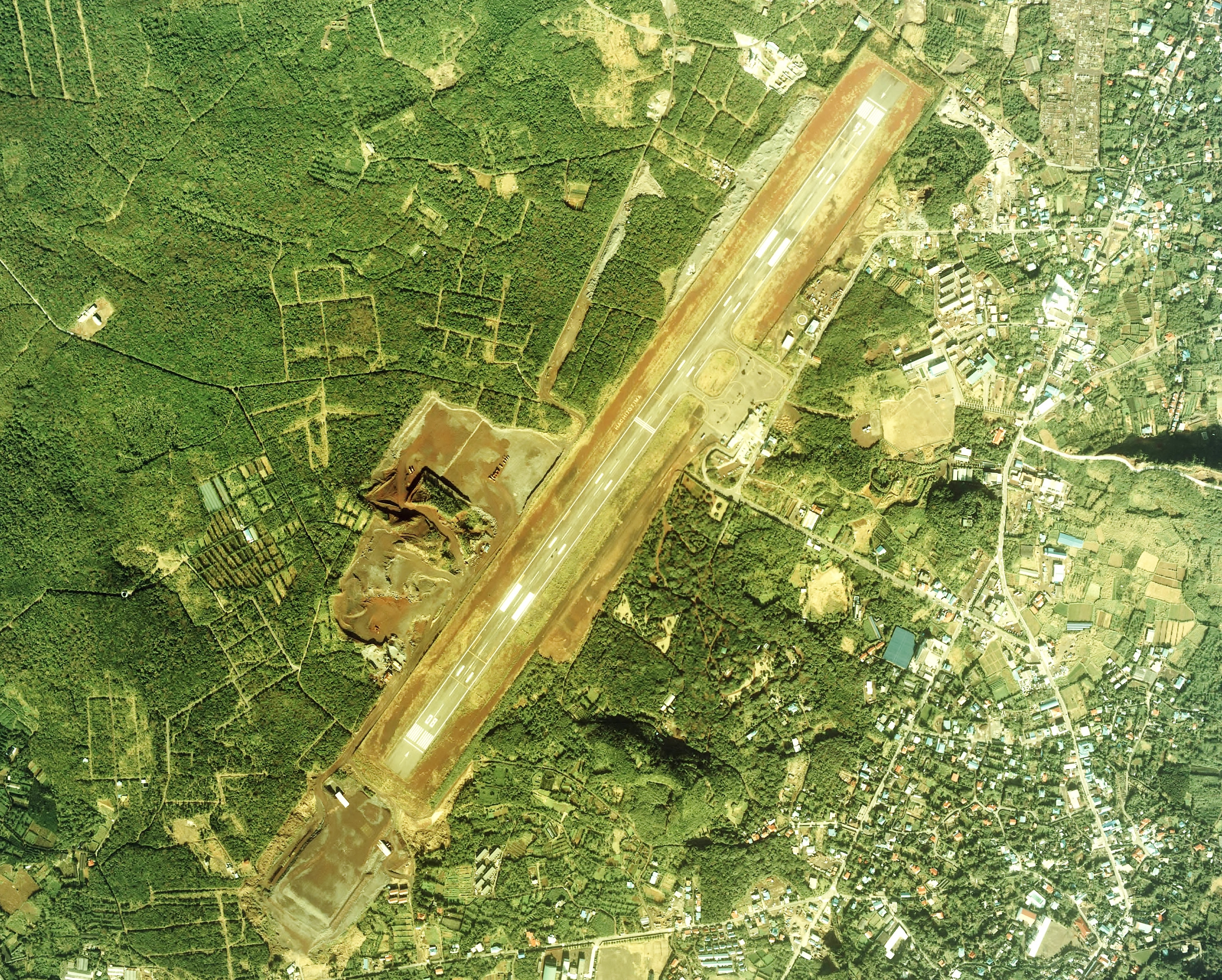
Ảnh chụp từ trên không của Sân bay Hachijojima từ năm 1978

Sân bay Hachijojima được Hải quân Đế quốc Nhật Bản thành lập trên đảo Hachijōjima năm 1926.
Năm 1954, nó được chuyển giao cho dân sự kiểm soát và quản lý bởi chính quyền địa phương trên đảo. Dịch vụ theo lịch trình giữa Hachijōjima và Sân bay Haneda ở Tokyo bởi Fujita Airlines vào năm 1955, và sau đó đến Sân bay Komaki ở Nagoya.
Ngày 30 tháng 4 năm 1963, một chiếc DC-3-201E (Số đăng ký JA5039) do All Nippon Airways (ANA) vận hành đã bị rơi khi hạ cánh. Không có người bị thương, nhưng chiếc máy bay đã bị tổn thất hoàn toàn.
Sau đó vào ngày 17 tháng 8 năm 1963 Fujita Airlines DH-115 Heron (Số đăng ký JA6159) đã bị rơi ngay sau khi cất cánh xuống Hachijō-Fuji, ngọn núi cao nhất trên đảo, tất cả những người trên máy bay (3 phi hành đoàn + 16 hành khách) đều thiệt mạng. Sau vụ tai nạn nghiêm trọng này, Fujita Airlines đã được sáp nhập vào All Nippon Airways.
Từ năm 2000, công ty con của ANA Air Nippon đã khai thác các chuyến bay đến Hachijōjima bằng cách sử dụng Boeing 737-400 sơn sặc sỡ với thiết kế kiểu cá heo để quảng bá du lịch. Chiến dịch thành công và máy bay sử dụng trên tuyến đường đã được đổi thành 737-500, sau đó thành Airbus A320. Các chuyến bay đến Sân bay Oshima đã ngừng hoạt động từ năm 2009.
Toho Air Service khai thác các dịch vụ trực thăng từ Sân bay Hachijōjima đến Aogashima và Mikurajima. Chỉ All Nippon Airways của Boeing 737 hoặc Airbus A320 cung cấp dịch vụ đến Sân bay Haneda mỗi ngày.

## Hãng hàng không và điểm đến
| Hãng hàng không    | Các điểm đến          |
| ------------------ | --------------------- |
| All Nippon Airways | Tokyo–Haneda          |
| ANA Wings          | Tokyo–Haneda          |
| Toho Air Service   | Aogashima, Mikurajima |